# 原田甫
原田 甫（はらだ はじめ、1930年1月20日 - 1993年12月5日）は、日本の作曲家。

## 来歴
北海道旭川市出身。中学時代に伊福部昭の《交響譚詩》を聴いたことから作曲を志す。伊福部と同じ札幌第二中学校、札幌西高等学校を経て、1951年4月東京音楽学校作曲科（1952年に東京藝術大学音楽学部となる）に入学し、当時講師をつとめていた伊福部昭に師事するが、伊福部が辞任すると中退する。伊福部の映画音楽制作を手伝うようになり NHK電子音楽スタジオを利用していた 黛敏郎のアシスタントをつとめ、自身の記録映画音楽の作曲に携わり『海壁』『ぬれる』など多くの作品を手がける。
記録映画音楽、テレビドキュメンタリーの音楽などで活躍する一方、純音楽の分野では、《ギター・ソナタ》、《第一シンフォニー》などの作品があり、ギター曲は現在でも演奏されることが多い。
川釣りを趣味とし、「少年のための川釣り教室」の著書がある他、東京都釣魚連合会常任理事などもつとめた。

## 主要な純音楽作品

### 管弦楽曲
- 第一シンフォニー SIMFONIA PRIMERA LA
- 伊福部昭・讃 ¡ FELICIDADES EL MAESTRO !

### 器楽曲
- ギター・ソナタ SONATA GUITARESCA

### 舞踊マイム音楽
- ヨネヤマ・ママコの為の「ハンチキキイ」 《Ballet pantomime Hanchikiki》1958年）

### 歌曲
- なまはげの子守唄
- ねむの木の唄
- ポンモシリの子守唄

## 映画音楽
- 機動捜査班　都会の牙（小杉勇監督、1961年、小杉太一郎と共作）
- 機動捜査班　群狼の街（小杉勇監督、1962年）

## 記録映画音楽
- 海壁（黒木和雄監督、1958年、池野成、松村禎三と共作
- アメリカの家庭生活 第1部～第3部（村山英治監督、1964年）
- ぬれる（1968年）
- 貨物列車日本縦断（1968年）
- シンホニカ大阪（坂巻昇監督、1970年）
- 薬と人間（1977年）
- インド洋上に生きる ―モルディブ― （本間喜美雄監督、1981年）

## 放送音楽

### テレビドキュメンタリー
- 現代の記録「凶器と童話」（1963年9月14日、NHK）
- 現代の映像「失業者同盟」（1965年4月2日、NHK）
- 現代の映像「フェイル・セーフ」（1968年9月27日、NHK）
- 平山郁夫のシルクロード

### テレビドラマ
- ゼロ戦黒雲隊（1964年、NET）

## 著作
- 『少年のための川釣り教室』森林書房, 1982
- 『全国アユ釣り場電話帳』森林書房, 1988
- 『全国アユ釣り場データボックス』森林書房, 1986
- 『完全版アユ釣り場ガイド777』週刊釣りサンデー, 1992